# خوان نورات
خوان نورات (انگلیسی: Juan Norat; ۶ دسامبر ۱۹۴۴ – ۱۹ دسامبر ۲۰۲۱) بازیکن فوتبال اهل اسپانیا بود که در پست هافبک بازی می‌کرد.